# Ghazi Ghrairi
Ghazi Ghrairi (arabe : غازي الغرايري), né le 27 août 1965 à Sfax, est un joueur international et entraîneur tunisien de football.

## Carrière

### Joueur
- 1979-1992 : Club sportif sfaxien (Tunisie)
- 1980-1992 : équipe de Tunisie

### Entraîneur
- 2002-janvier 2007 : Club sportif sfaxien (Tunisie) comme adjoint
- janvier-juin 2007 : Avenir sportif de Kasserine (Tunisie)
- août 2007-juin 2008 : Al-Fayha Football Club (Arabie saoudite)
- juillet 2008-juin 2009 : Club sportif sfaxien (Tunisie)
- juin-octobre 2009 : El Gawafel sportives de Gafsa (Tunisie)
- octobre 2009-avril 2010 : Ajman Club (Émirats arabes unis)
- avril 2010-décembre 2011 : Emirates Club (Émirats arabes unis)
- décembre 2011-juin 2012 : Espérance sportive de Zarzis (Tunisie)
- juillet 2012-mai 2013 : Stade tunisien (Tunisie)
- juin 2013-mai 2014 : Fujaïrah Sports Club (Émirats arabes unis)
- juillet-septembre 2014 : équipe de Tunisie comme adjoint
- septembre 2014-avril 2015 : Club sportif sfaxien (Tunisie)
- septembre-novembre 2015 : Club athlétique bizertin (Tunisie)[1]
- mai-décembre 2016 : Al Sha'ab Sharjah (Émirats arabes unis)[2]
- juillet 2017-février 2018 : Étoile sportive de Métlaoui (Tunisie)[3]
- février-juin 2018 : Club sportif sfaxien (Tunisie)[4]
- 2019-2021 : Al Hamriyah Club (en) (Émirats arabes unis)
- février-mai 2021 : Stade tunisien (Tunisie)[5]
- mai-novembre 2022 : Al Merreikh Sporting Club (Soudan)
- août-octobre 2023 : Al-Faisaly Sport Club (Jordanie)
- novembre 2024-janvier 2025 : Union sportive de Tataouine (Tunisie)[6]
- depuis février 2025 : Espérance sportive de Zarzis (Tunisie)[7]

## Palmarès

### Entraîneur adjoint
Club sportif sfaxien
- Coupe de Tunisie : 2004
- Championnat de Tunisie : 2005
- Ligue des champions de la CAF
  - Finaliste : 2006
- Ligue des champions arabes
  - Vainqueur : 2004
  - Finaliste : 2005

### Entraîneur
Club sportif sfaxien
- Coupe de la confédération : 2008
- Coupe de Tunisie : 2009
- Supercoupe de la CAF : 
  - Finaliste : 2008

 Ajman Club
- Coupe de la Ligue des Émirats arabes unis :
  - Finaliste : 2010

 Emirates Club
- Supercoupe des Émirats arabes : 2010

 Al Merreikh Sporting Club
- Championnat du Soudan :
  - Vice-champion : 2022